# Annitella iglesiasi
Annitella iglesiasi är en nattsländeart som beskrevs av Gonzalez och Malicky 1988. Annitella iglesiasi ingår i släktet Annitella och familjen husmasknattsländor. Inga underarter finns listade i Catalogue of Life.